# Steam
Steam és una plataforma de videojocs desenvolupada per Valve Corporation mitjançant la qual la companyia posa a la disposició dels usuaris serveis tals com compres digitals, actualitzacions instantànies, llista de servidors disponibles, assoliments, servei de missatgeria instantània entre jugadors, ofertes exclusives, informació d'última hora, etc.
Per a poder gaudir de tots aquests serveis, és necessari estar registrat en el servei mitjançant la creació d'un compte gratuït, a la qual es vinculen els videojocs comprats pel jugador. Aquests jocs poden ser tant els jocs que s'ofereixen per a la compra en el mateix programa, com jocs comprats en botigues físiques.
La compra en línia es fa directament des del client Steam. Els requisits són una targeta de crèdit, un compte de PayPal o Webmoney, una targeta prepagament PaysafeCard (adquirible en qualsevol Epay, Correus, cabines de Telefónica, Telecor, *Opencor, Caixa Galícia, Cajamar, Disa i Canal Recarregues de Telefónica) i una connexió a Internet. El producte adquirit s'afegeix automàticament a la llista de jocs i comença la seua descàrrega.
Steam es reserva el dret a variar el preu en funció del país on es trobe el client. Per exemple, Call of Duty 4: Modern Warfare costava 49,95 dòlars als Estats Units i 88,5 a Austràlia. Steam també té la capacitat de restringir la disponibilitat dels jocs depenent de la regió i ubicació.
El primer videojoc eròtic en ser publicat sense censura fou Okujō no Yurirei-san prop del 2015.